# Chaperia ciliata
Chaperia ciliata är en mossdjursart som först beskrevs av William MacGillivray 1869.  Chaperia ciliata ingår i släktet Chaperia och familjen Chaperiidae. Inga underarter finns listade i Catalogue of Life.